# Bulbophyllum unguiculatum
Bulbophyllum unguiculatum là một loài phong lan thuộc chi Bulbophyllum.